# 1951년 영국 총선
1951년 영국 총선은 1950년 영국 총선에서 간신히 과반을 이룬 노동당 정부가 의석수를 늘리기 위해 의회를 해산하고 다시 치른 총선으로, 자유당 세력이 크게 줄면서 보수당지지세가 늘어났고, 노동당의 의도와는 다르게 노동당이 득표는 1위를 했음에도 보수당과 자유국민당이 과반을 차지하게 된다

## 선거 결과
정당별 의석수
| 정당            | 의석수 |
| --------------- | ------ |
| 보수당          | 321    |
| 노동당          | 295    |
| 자유국민당      | 19     |
| 자유당          | 6      |
| 아일랜드 노동당 | 1      |
| 무소속          | 2      |
| 합계            | 625    |

정당 득표율 
| 정당              | 득표수     | 득표율 |
| ----------------- | ---------- | ------ |
| 노동당            | 13,948,883 | 48.78% |
| 보수당            | 12,659,712 | 44.27% |
| 자유국민당        | 1,058,138  | 3.7%   |
| 자유당            | 730,546    | 2.55%  |
| 아일랜드 노동당   | 33,174     | 0.12%  |
| 공산당            | 21,640     | 0.08%  |
| 웨일스당          | 10,920     | 0.04%  |
| 스코틀랜드 국민당 | 7,299      | 0.03%  |
| 독립노동당        | 4,057      | 0.014% |